# 1 500 mètres masculin aux Jeux olympiques d'été de 1924 (athlétisme)
Pour un article plus général, voir Athlétisme aux Jeux olympiques d'été de 1924.
Navigation
Anvers 1920 Amsterdam 1928
L'épreuve du 1 500 mètres masculin aux Jeux olympiques de 1924 s'est déroulée les 9 et 10 juillet 1924 au Stade olympique Yves-du-Manoir à Paris, en France. Elle est remportée par le Finlandais Paavo Nurmi.

## Résultats

### Finale
| Rang               | Athlète            | Pays            | Temps        | Notes |
| ------------------ | ------------------ | --------------- | ------------ | ----- |
| Médaille d'or      | Paavo Nurmi        | Finlande        | 3 min 53 s 6 | OR    |
| Médaille d'argent  | Willy Schärer      | Suisse          | 3 min 55 s 0 |       |
| Médaille de bronze | Henry Stallard     | Grande-Bretagne | 3 min 55 s 6 |       |
| 4                  | Douglas Lowe       | Grande-Bretagne | 3 min 57 s 0 |       |
| 5                  | Ray Buker (en)     | États-Unis      | 3 min 58 s 6 |       |
| 6                  | Lloyd Hahn (en)    | États-Unis      | 3 min 59 s 0 |       |
| 7                  | Ray Watson (en)    | États-Unis      | 4 min 00 s 0 |       |
| 8                  | Frej Liewendahl    | Finlande        | 4 min 00 s 3 |       |
| 9                  | Arvo Peussa (en)   | Finlande        | 4 min 00 s 6 |       |
| 10                 | René Wiriath       | France          | 4 min 02 s 8 |       |
| 11                 | Sonny Spencer (en) | Grande-Bretagne | 4 min 03 s 7 |       |
| 12                 | Jaakko Luoma (en)  | Finlande        | 4 min 03 s 9 |       |